# Chalcovietnamicus
Genre
Synonymes
- Junxattus Prószyński & Deeleman-Reinhold, 2012

Chalcovietnamicus est un genre d'araignées aranéomorphes de la famille des Salticidae.

## Distribution
Les espèces de ce genre se rencontrent en Asie du Sud-Est et en Chine.

## Liste des espèces
Selon World Spider Catalog (version 24.5, 13/09/2023) :
- Chalcovietnamicus daiqini (Prószyński & Deeleman-Reinhold, 2012)
- Chalcovietnamicus lii (Lei & Peng, 2010)
- Chalcovietnamicus logunovi Yu, Maddison & Zhang, 2023
- Chalcovietnamicus marusiki Yu, Maddison & Zhang, 2023
- Chalcovietnamicus naga Logunov, 2020
- Chalcovietnamicus terbakar Yu, Maddison & Zhang, 2023
- Chalcovietnamicus vietnamensis (Żabka, 1985)
- Chalcovietnamicus weihangi Yu & Zhang, 2023

## Systématique et taxinomie
Ce genre a été décrit par Marusik en 1991 comme un sous-genre de Chalcoscirtus. Il est élevé au rang de genre par Logunov en 2020.
Junxattus a été placé en synonymie par Yu, Hoang, Maddison et Zhang en 2023.
Parvattus, placé en synonymie par Logunov en 2020, a été relevé de synonymie par Yu, Hoang, Maddison et Zhang en 2023.

## Publication originale
- Marusik, 1991 : « Spider genus Chalcoscirtus (Aranei, Salticidae) from the USSR. Communication 3. » Zoologicheskiĭ Zhurnal, vol. 70, no 2, p. 22-29.